# دادستان ناحیه‌ای
دادستان ناحیه‌ای یا دی ای (انگلیسی: District attorney)  دادستان اصلی در یک منطقه دارای حکومت محلی  ،  معمولاً  یک  شهرستان در آمریکا است. نام دقیق این منصب بسته به ایالت متفاوت است.